# Menasikyathanahalli, Tirumakudal Narsipur
Menasikyathanahalli là một làng thuộc tehsil Tirumakudal Narsipur, huyện Mysore, bang Karnataka, Ấn Độ.